# Garrett Peltonen
Garrett Peltonen (* 2. November 1981 in Ashland, Wisconsin) ist ein US-amerikanischer Radrennfahrer.
Garrett Peltonen begann seine Karriere 2005 bei dem Radsportteam Advantage Benefits Endeavour. In seinem ersten Jahr gewann er jeweils eine Etappe bei der Tour of Shenandoah, beim Joe Martin Stage Race und beim International Cycling Classic. 2006 wechselte er zu dem Professional Continental Team Health Net-Maxxis und 2007 zum Priority Health-Bissell. In seiner ersten Saison dort konnte er das Eintagesrennen Tour de Leelanau für sich entscheiden.

## Erfolge
2007
- Gesamtwertung Tour de Leelanau

## Teams
- 2005 Advantage Benefits Endeavour
- 2006 Health Net-Maxxis
- 2007 Priority Health-Bissell
- 2008 Bissell Pro Cycling Team